# رژیم وانگ جینگ وی
رژیم وانگ جینگ وی (به لاتین: Wang Jingwei regime) یک کشور سابق، دولت دست‌نشانده و حکومت در امپراتوری ژاپن بود.